# Astérix et le Coup du menhir
Astérix et le coup du menhir (bra: Asterix e a Grande Luta) é um filme de animação franco-alemão de 1989, dirigido por Philippe Grimond, com roteiro baseado na série de quadrinhos Asterix. O filme adapta dois livros, O Combate dos Chefes e O Adivinho.

## Sinopse
Quando os romanos tentam sequestrar o druida Panoramix, ele é acidentalmente golpeado por Obelix e perde a memória, esquecendo-se da fórmula da poção mágica que dá força sobre-humana aos gauleses. Enquanto a aldeia tenta lidar com os fatos em meio a uma enorme tempestade, um golpista disfarçado de adivinho entra buscando abrigo, e passa a tirar vantagem dos gauleses com suas previsões.